# Kasteel van Champchevrier
Het Kasteel van Champchevrier (Frans: Château de Champchevrier) is een kasteel in de Franse gemeente Cléré-les-Pins in de Loirestreek.

## Geschiedenis
Het kasteel van Champchevrier ligt in het hart van een bebost landschap en wordt al sinds 1728 door dezelfde familie bewoond. Het is een erfstuk van Jean-Baptiste Pierre Henry de la Ruë du Can, die baron was van Champchevrier in 1741.
De naam van het kasteel is afkomstig van het Latijnse Campus Caprarius, wat betekent "het veld van de geitenhoeder".
In de middeleeuwen werd een burcht op deze plaats gebouwd. Ze wordt in geschriften vernoemd vanaf het jaar 1109. In de 16e eeuw werd een paviljoen op de ruïnes van de vesting gebouwd in de renaissancestijl. Deze stijl herkent men vandaag nog steeds aan de ramen met typische vensterkruisen. In 1619 verbleef Lodewijk XIII er enkele dagen. Later werd er aan de noordoostelijke gevel een 18e-eeuws gebouw bijgeplaatst en werd het terras aangelegd. Het smeedijzeren hek en toegangspoort uit 1792 vervingen een ophaalbrug. Op het kasteeldomein werden in 1787 moerbeistruiken aangeplant voor de kweek van zijderupsen.
Het landschap werd in 1945 op de lijst van beschermde historische monumenten geplaatst en later werden ook het kasteel en het bijhorende park in 1975 op die ranglijst geplaatst.

## Architectuur

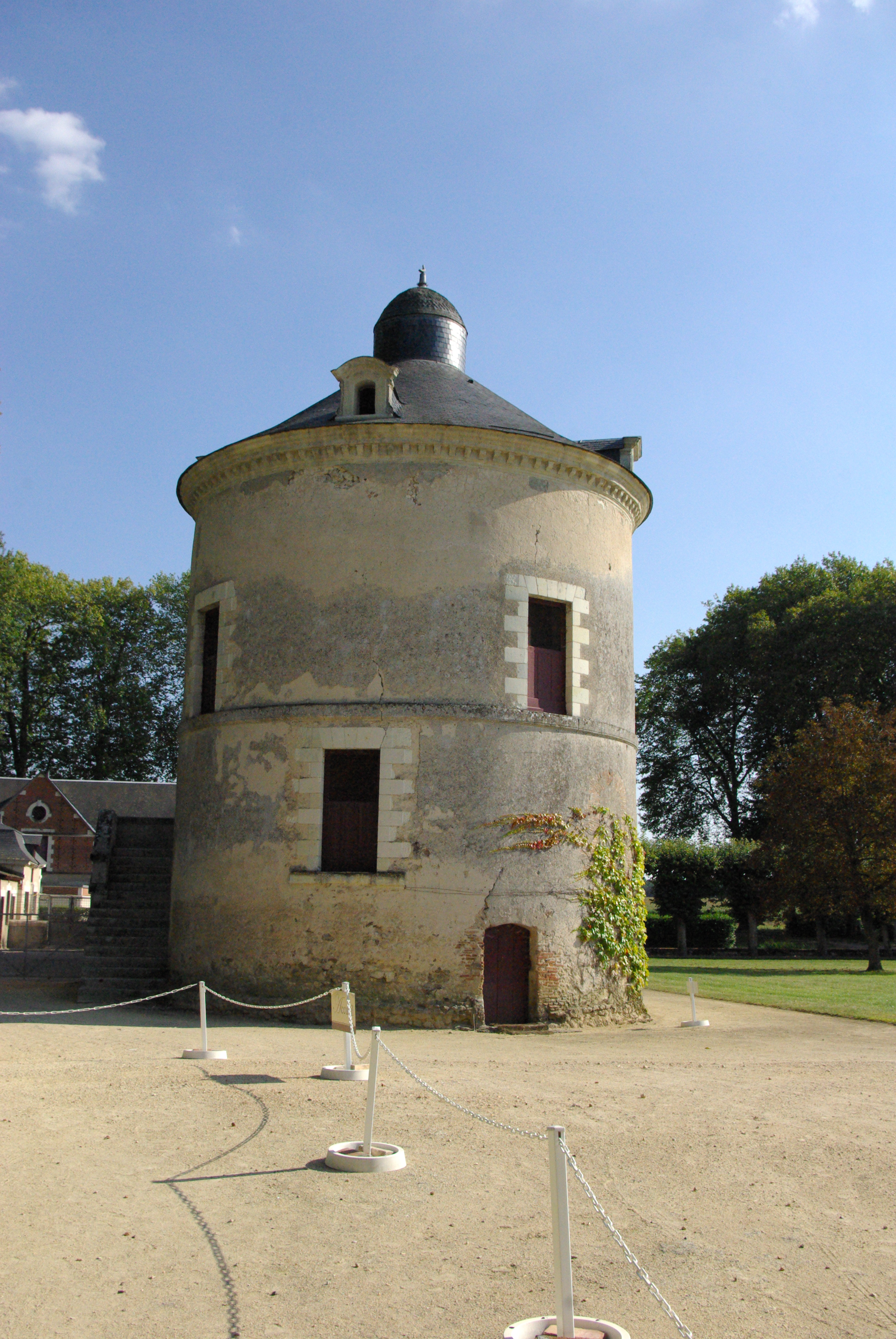
Duiventoren

De 16e-eeuwse woning is meerdere malen verbouwd maar het interieur, de wandtapijten van kabouters, de met bloemen beschilderde lambrisering in de compartimenten en het leer van Córdoba dat de muren siert, zijn bewaard gebleven.
Een kapel, een oudere duiventoren en gebouwen uit de 18e eeuw vormen de bijgebouwen.

## Park en tuinen
Een groot terras omheind door balustrades dat dateert uit de 18e eeuw zet de voorgevel af. Het kasteel van Champchevrier is omringd door slotgrachten die onder het bewind van de hertog van Roquelaure zijn gegraven. De voortuinen, het park en het kanaal dat het park doorkruist, zijn samen met het kasteel en de bijgebouwen op de lijst van beschermde historische monumenten geplaatst door het besluit van 11 juli 1975.